# Кортлендвілл (Нью-Йорк)
Кортлендвілл (англ. Cortlandville) — місто (англ. town) в США, в окрузі Кортленд штату Нью-Йорк. Населення — 8409 осіб (2020).

## Демографія
Згідно з переписом 2010 року, у місті мешкало 8509 осіб у 3395 домогосподарствах у складі 2282 родин. Було 3587 помешкань
Расовий склад населення:
| - 94,8 % — білих - 1,5 % — азіатів - 1,3 % — чорних або афроамериканців - 0,4 % — корінних американців |

До двох чи більше рас належало 1,7 %. Частка іспаномовних становила 1,5 % від усіх жителів.
За віковим діапазоном населення розподілялося таким чином: 21,5 % — особи молодші 18 років, 61,6 % — особи у віці 18—64 років, 16,9 % — особи у віці 65 років та старші. Медіана віку мешканця становила 41,6 року. На 100 осіб жіночої статі у місті припадало 94,4 чоловіків;  на 100 жінок у віці від 18 років та старших — 93,1 чоловіків також старших 18 років.
Середній дохід на одне домашнє господарство  становив 78 300 доларів США (медіана — 65 071), а середній дохід на одну сім'ю — 96 166 доларів (медіана — 85 809). Медіана доходів становила 52 743 долари для чоловіків та 40 582 долари для жінок. За межею бідності перебувало 8,0 % осіб, у тому числі 6,3 % дітей у віці до 18 років та 8,7 % осіб у віці 65 років та старших.
Цивільне працевлаштоване населення становило 4333 особи. Основні галузі зайнятості: освіта, охорона здоров'я та соціальна допомога — 40,0 %, виробництво — 12,7 %, роздрібна торгівля — 9,2 %, мистецтво, розваги та відпочинок — 9,1 %.